# Microtus maximowiczii
Microtus maximowiczii este o specie de rozătoare din familia Cricetidae. Este găsită în China, Mongolia și Rusia.

## Descriere
Microtus maximowiczii este una dintre cele mai mari specii din genul Microtus. Are o lungime a corpului (inclusiv capul) de 116–155 mm, iar a cozii de 37–60 mm. Blana de pe spate este de un maro-negricios închis cu pete de culoarea ocrului iar părțile laterale sunt de un maro mai pal, amestecându-se treptat în blana de pe partea ventrală de culoare albă-cenușie închisă. Părțile superioare ale membrelor sunt albe-maronii. Coada este fie maro închis, fie în două culori, deasupra maro iar dedesubt albă.
Numele său științific și cel comun din engleză („Maximowicz's vole”) îi comemorează pe botanistul rus Karl Maksimovici, care era curator al dendrariului de la Grădina Botanică din Sankt Petersburg⁠(d) pe vremea în care specia a fost descrisă de Leopold von Schrenck.

## Răspândire și habitat
Microtus maximowiczii viețuiește în Asia de Est. Arealul său se extinde de la lacul Baikal înspre est la munții din nord-estul Mongoliei, bazinul râului Amur și nord-estul Chinei. Habitatul său include păduri deschise și stepe și este găsită în zone cu vegetație deasă de pe malul râurilor și piemonturile montane.

## Biologie
Microtus maximowiczii este activă mai ales dimineața devreme și la sfârșitul serii. Se hrănește cu materie vegetală. La intrarea în vizuină se găsesc mormane de sol care pot avea 15–20 cm în înălțime și 50–100 cm în diametru. Având 20–30 cm în lungime, pasajul care duce la vizuină se termină într-o cameră rotundă de adăpost care are circa 25 cm în înălțime și 35 cm în diametru. Alte camere sunt utilizate pentru depozitarea de rădăcini și bulbi înainte de iarnă. Nu sunt cunoscute multe despre reproducerea acestei specii, dar au fost raportate femele purtând șapte și nouă embrioni.

## Stare de conservare
Arealul speciei Microtus maximowiczii este larg și nu au fost identificate amenințări majore, așa că Uniunea Internațională pentru Conservarea Naturii a clasificat-o ca fiind o specie neamenințată cu dispariția. Nu se știe dacă populația da este în creștere sau în scădere. În jur de 38 % din arealul său din Mongolia se află în arii protejate.